# Miombo

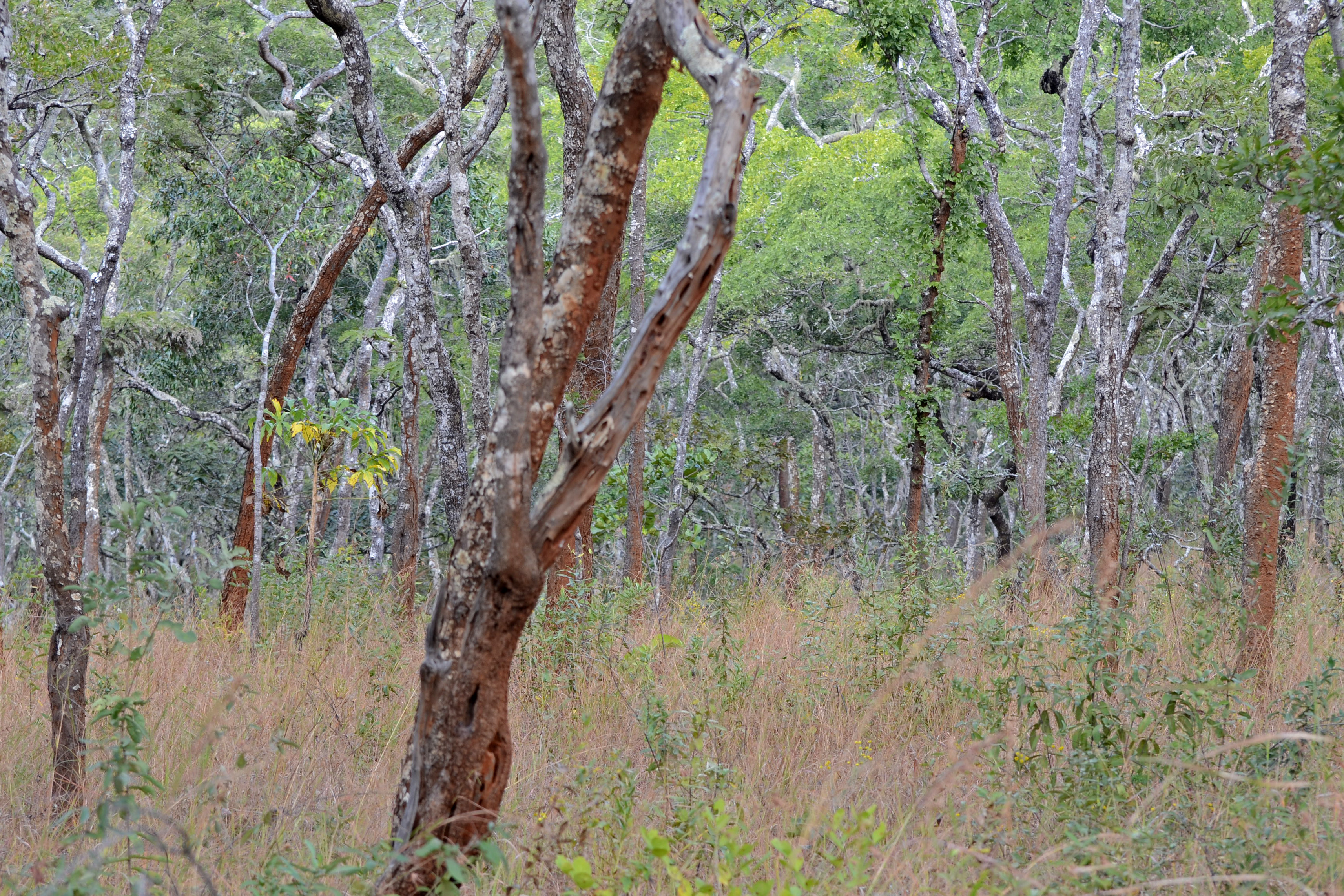
Ambiente di miombo nella riserva di Nkhotakota (Malawi)

Miombo è la parola swahili usata per definire genericamente le piante del genere Brachystegia, un genere che comprende molte specie, ma ha acquisito anche un significato più ampio, passando a essere usato per riferirsi a un tipo di bioma tropicale e subtropicale caratterizzato da radure, savana e alberi di piccola taglia in cui la presenza della Brachystegia è l'elemento dominante, insieme a altri generi della sottofamiglia delle Caesalpinioideae e a erbe caratterizzate dal metabolismo C4.

## Geografia
Il miombo si estende attraverso 11 paesi (Angola, Namibia, Botswana, Sudafrica, Zimbabwe, Zambia, Repubblica Democratica del Congo, Mozambico, Malawi, Tanzania e Burundi) a un'altitudine compresa tra 800 e 1250 m sul livello del mare, mentre nella parte orientale scende fino a 200-300 metri. I confini dell'ecoregione sono determinati da una miscela di componenti, oltre alla topografia, quali le precipitazioni e la temperatura. Il miombo è caratterizzato da un regime di piovosità unimodale (Novembre-Aprile) e una temperatura media massima di 24-27 °C. Rispetto alla definizione proposta inizialmente dal WWF, la super-ecoregione del miombo comprende diverse aree con vegetazione differente e identificabili.

## Vegetazione

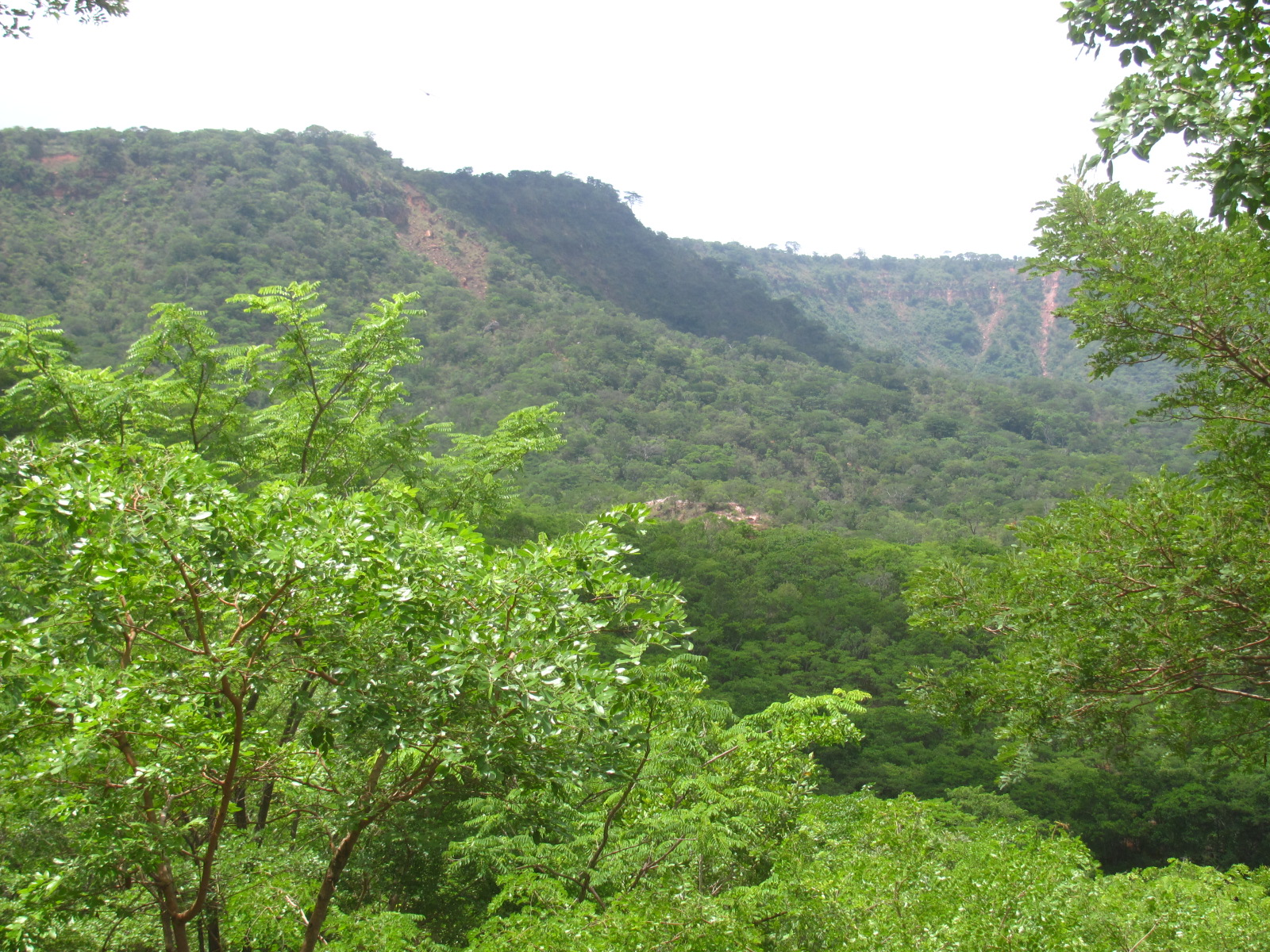
Copertura forestale a miombo nella regione della scarpata Makonde (Mozambico)

L'uso del fuoco per la preparazione dei terreni che saranno coltivati è impiegato comunemente da millenni, così come l'uso del fuoco per procurarsi il miele o preparare il carbone, cacciare gli animali o - al contrario - per spingere la vegetazione a far nascere germogli freschi che sono più appetitosi per il bestiame. I fuochi sono utilizzati al termine della stagione secca, tra Luglio e Ottobre; i fuochi hanno un effetto progressivamente più importante sulla vegetazione quanto più avvengono in condizioni di maggiore siccità. La composizione della flora del miombo è determinata in modo determinante dall'applicazione dei fuochi e infatti gli alberi dei generi più tolleranti agli incendi quali la Brachystegia e la Julbernardia sono i dominanti; tra le piante erbacee, sono avvantaggiate quelle che riescono a sopravvivere grazie a un apparato radicale che produce facilmente stoloni, o hanno le foglie di base, o bulbi, protette da tessuti morti.
All'interno dell'ecoregione del miombo si possono identificare 9 tipi di habitat, ognuno con distinte e caratteristiche composizioni di specie. Sono state catalogate 8.500 specie vegetali, di cui il 54% sono endemiche; il miombo è il centro di diversificazione sia per la Brachystegia sia per la Monotes, e 86 specie di piante con fusti e altre strutture di resistenza sotterranea (geoxile) sulle 98 conosciute sono state reperite in questa area.
Le piante di questa regione tipicamente perdono le foglie per una piccola parte dell'anno per ridurre la perdita d'acqua per evaporazione e producono rapidamente una nuova generazione di foglie all'inizio della stagione delle piogge, con colori rossastri e dorati, che mascherano la clorofilla e ricordano piuttosto le colorazioni autunnali dei climi temperati.

## Fauna

### Mammiferi
L'aspetto più evidente della fauna del miombo è l'ampia presenza di grandi mammiferi erbivori (elefanti, rinoceronti bianchi e neri, ippopotami, giraffe masai, giraffe di Thornicroft, giraffe sudafricane, zebre di Grant, bufali e numerose antilopi fra cui Hippotragus niger variani e Hippotragus niger niger) e conseguentemente dei loro predatori (leoni, ghepardi, leopardi, iene, licaoni). Oltre a questi grandi gruppi, il miombo ospita scimmie (scimpanzé, babbuini e altre specie di scimmie diurne), mentre mancano studi approfonditi sui mammiferi minori, quali roditori, pipistrelli e insettivori.

### Uccelli
Sono state identificate almeno 938 specie (o sottospecie) di soli Passeriformi e ci sono 80 aree considerate importanti per l'osservazione degli uccelli, tra cui la paludi del lago Bangweulu, la falesia angolana, le colline Matobo e i piani di Kafue.
Molte specie sono endemiche e molte sono considerate a vario rischio di conservazione; nel miombo si trova il 90% degli esemplari di Bugeranus carunculatus su un totale di 13-15.000 stimati nel mondo. Lo struzzo è la specie più famosa ed è anche oggetto di allevamento per la carne.

### Rettili e anfibi
Ci sono 284 specie di Rettili e 130 di Anfibi, di cui 52 e 25, rispettivamente, sono endemiche del miombo. A parte il coccodrillo, la più nota, sono state identificate 10 regioni di particolare interesse per ospitare una particolare diversità di rettili/anfibi: la più alta diversità è stata riscontrata nel parco nazionale di Upemba, a Shashe (Zimbabwe/Sudafrica) e nel parco nazionale di Hwange. In sette aree sono stati identificati casi di endemismo.
Le specie di rettili più minacciate sono il coccodrillo dal muso stretto centrafricano nel lago Mweru e la Cycloderma frenatum.

### Pesci
La provincia ittiologica dello Zambesi contiene 196 specie di Pesci, senza considerare il lago Niassa che ne contiene da solo tra 600 e 800, e due aree di particolare ricchezza in termini di diversità ittica che sono quelle del lago Mweru e del fiume Luapula con 94 specie e quello dello Zambesi con 92.
15 specie sono endemiche e 15 quasi-endemiche.

### Invertebrati
La loro conoscenza è lungi dall'essere completa: nel solo bacino dello Zambezi ci sono 102 specie di molluschi d'acqua dolce (sia Gasteropodi  sia Lamellibranchi), ma il lago Tanganica è considerato più ricco e il bacino del Congo il più diversificato.
Oltre a questi, i gruppi più studiati e conosciuti sono i Lepidotteri, i Ditteri (è presente la mosca tse-tse, che è considerata la protettrice della fauna selvatica), gli Ortotteri, le termiti, quelli di diretto interesse per l'agricoltura e i portatori di problemi di salute umana.

## Rischi
L'ecoregione si evolve affrontando la pressione che viene da rischi esterni, primo tra tutti l'espansione della popolazione, dell'area urbana, e di conseguenza la maggiore richiesta di aree destinate a uso agricolo.
La pressione delle colture da reddito è particolarmente sentita: mais, frumento e specialmente il tabacco hanno esigenze particolari per poter ottenere risultati economicamente e qualitativamente interessanti. In particolare, il tabacco ha una grande necessità di terreni perché si impongono ripetute rotazioni di superficie coltivata per difendersi dalle invasioni dei Nematodi che attaccano le radici e del grande fabbisogno di carbone vegetale per completare il processo di essiccazione delle foglie.
La fauna è particolarmente minacciata dal bracconaggio, mentre in molti casi la corretta gestione delle risorse naturali è diventata una risorsa importante e una notevole fonte di reddito per le comunità che hanno accesso alla redistribuzione delle entrate derivanti dal turismo ecologico, dalla caccia controllata e dalle ricadute benefiche delle aree protette.